# IC 4896
IC 4896 — галактика типу Sb (компактна витягнута галактика) у сузір'ї Павич.
Цей об'єкт міститься в оригінальній редакції індексного каталогу.